# ワルソー・コンチェルト
『ワルソー・コンチェルト』（英語：Warsaw Concerto）は、イギリスの作曲家リチャード・アディンセル（Richard Addinsel）が、1941年に映画『危険な月光』（Dangerous Moonlight：『戦雲に散る曲』やSuicide Squadron（特攻飛行中隊）等の題名でも知られる）のために作曲したテーマ音楽。ピアノ協奏曲の体裁をとっている。曲の主題の一つは、ポピュラー・ナンバー《The world outside will never know...》に転用されている。
映画は、戦闘機パイロットとしてのシェルショックに苦しむピアニスト兼作曲家をめぐる恋愛が主な内容となっている。この主人公は、第二次世界大戦中にナチス・ドイツ支配下のポーランドを脱出し、イギリスに避難したが、祖国に戻って従軍することを目論んでいる、との設定である。主人公を演じた俳優はピアニストを自称し、映画でも演奏風景を目にすることができるが、実際のサウンドトラックでピアノを弾いたのは、ルイス・ケントナーであった。
映画製作者は、セルゲイ・ラフマニノフの《パガニーニの主題による狂詩曲》や《ピアノ協奏曲 第2番》《第3番》の様式による楽曲を要望しており、ラフマニノフ本人に映画音楽の作曲を説得したが、交渉は失敗した。そのため声がかかったアディンセルは、ラフマニノフの楽譜の揃った一室に缶詰にされて作曲を続けたという。だが、巧みな管弦楽法はロイ・ダグラスの手を借りた。現在ダグラスの貢献が十分に認識されているとはいいがたい。